# Palio di Castel del Piano

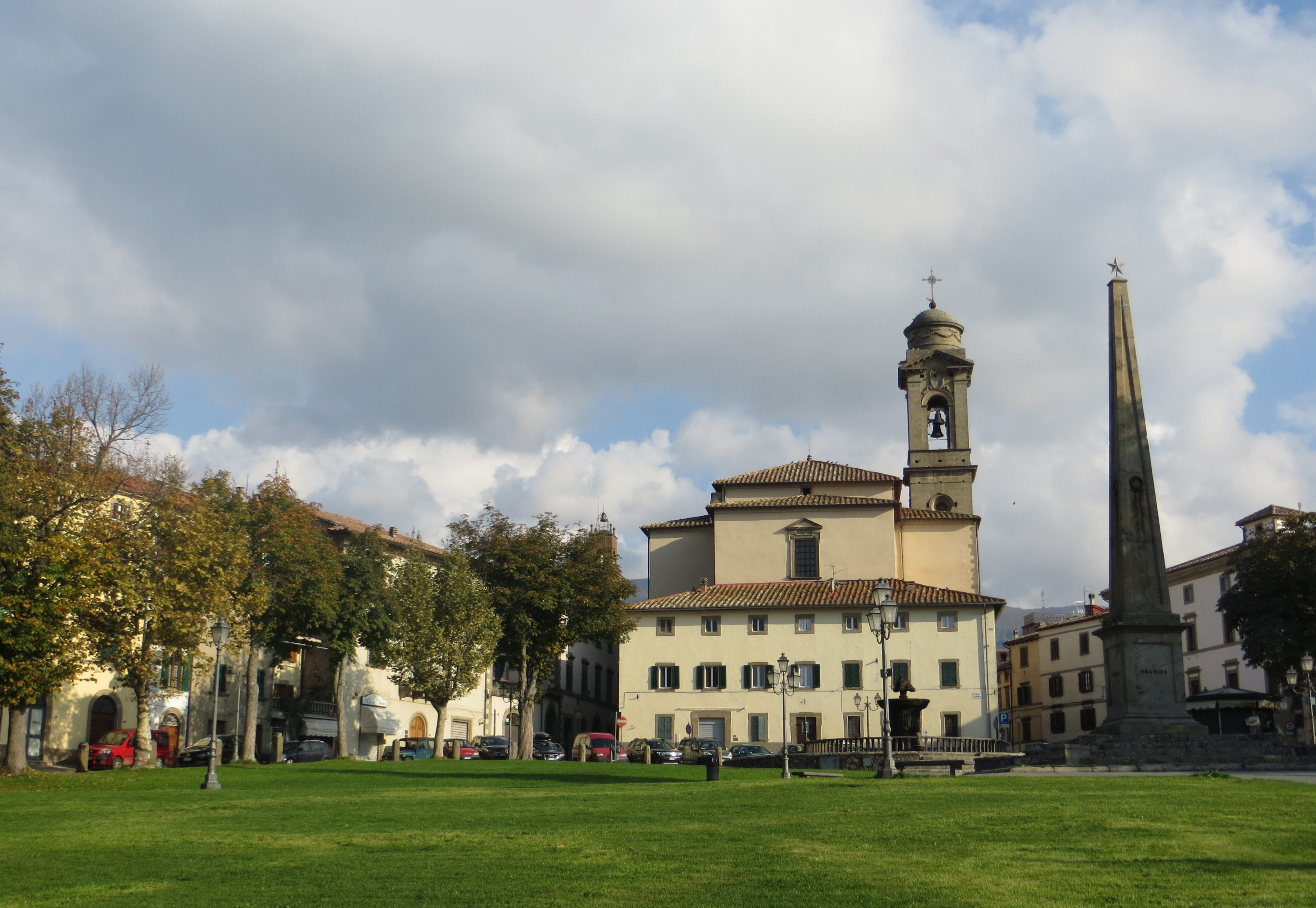
Piazza Garibaldi, con l'obelisco dedicato all'eroe dei due mondi, dove si corre il Palio

Il palio di Castel del Piano è una corsa in forma di giostra equestre in onore della Madonna delle Grazie del comune di Castel del Piano, in provincia di Grosseto.

## La leggenda
Sin dal 1331 Castel del Piano fu sotto l'egemonia della Repubblica di Siena, alla quale ben presto gli abitanti del paese amiatino si dimostrarono fedeli. In cambio di tale fedeltà Siena autorizzò, nel 1402 una Fiera di merci e bestiame che da allora, tutti gli anni, si tiene ogni 9 settembre. Proprio con la nascita di questa fiera si ebbero le prime corse tra i proprietari di animali che accorrevano a Castel del Piano per tale evento. A ciò si affiancò, pochi anni dopo, durante una delle numerose guerre tra Siena e i conti Aldobrandeschi, feudatari del territorio che andava dal Monte Amiata fino a Sorano e al confine con il Lazio e lo Stato Pontificio, il ritrovamento di un'icona miracolosa della Madonna delle Grazie, attribuita poi, dagli storici dell'arte, a Sano di Pietro. La leggenda vuole che durante una di queste guerre, quattro soldati "cioli" al servizio della repubblica della balzana, furono salvati dall'attacco nemico proprio da questa icona che, miracolosamente, li avvertì del pericolo imminente. Scappati ai nemici, i quattro soldati trafugarono l'immagine sacra dalla cappella in cui era collocata e la portarono a Castel del Piano, in una piccola cappella fuori le mura (l'odierna chiesa della Madonna delle Grazie). Dall'anno successivo, il 1431, si decise di correre ogni 8 settembre in onore della Madonna delle Grazie.

## La storia
Dal 1431, ogni 8 settembre, a Castel del Piano si corre alla lunga, alla tonda, con i cavalli o con i somari, che siano gli abitanti del posto o chi portava animali o altre merci per la fiera del 9 settembre. Già dalla seconda metà del XVII secolo si inizia a trovare testimonianze di corse "alla tonda" nelle Storte, l'attuale piazza Garibaldi, ma è solo dal 1771 che si hanno notizie chiare sul funzionamento delle carriere. In quell'anno, con l'autorizzazione del granduca Leopoldo II di Toscana, in seguito all'Incoronazione dell'effigie della Madonna delle Grazie, si poté continuare con la tradizionale fiera del 9 settembre preceduta, nei giorni del 6-7-8 da svariate carriere, corse alla lunga e corse alla tonda. Il 1771 è però una data cruciale perché è qui che si ha la prima descrizione certa di un palio alla tonda, corse nelle Storte tra varie comunità amiatine e che prevedeva un premio: corso da Castel del Piano, Seggiano, Montelaterone, Montegiovi e Montenero, il palio fu vinto da quest'ultima comunità. Da questa data si correranno, tutti gli anni, esclusi gli anni delle guerre mondiali, le carriere in quei giorni di settembre (6-7-8) in onore della Madonna delle Grazie.

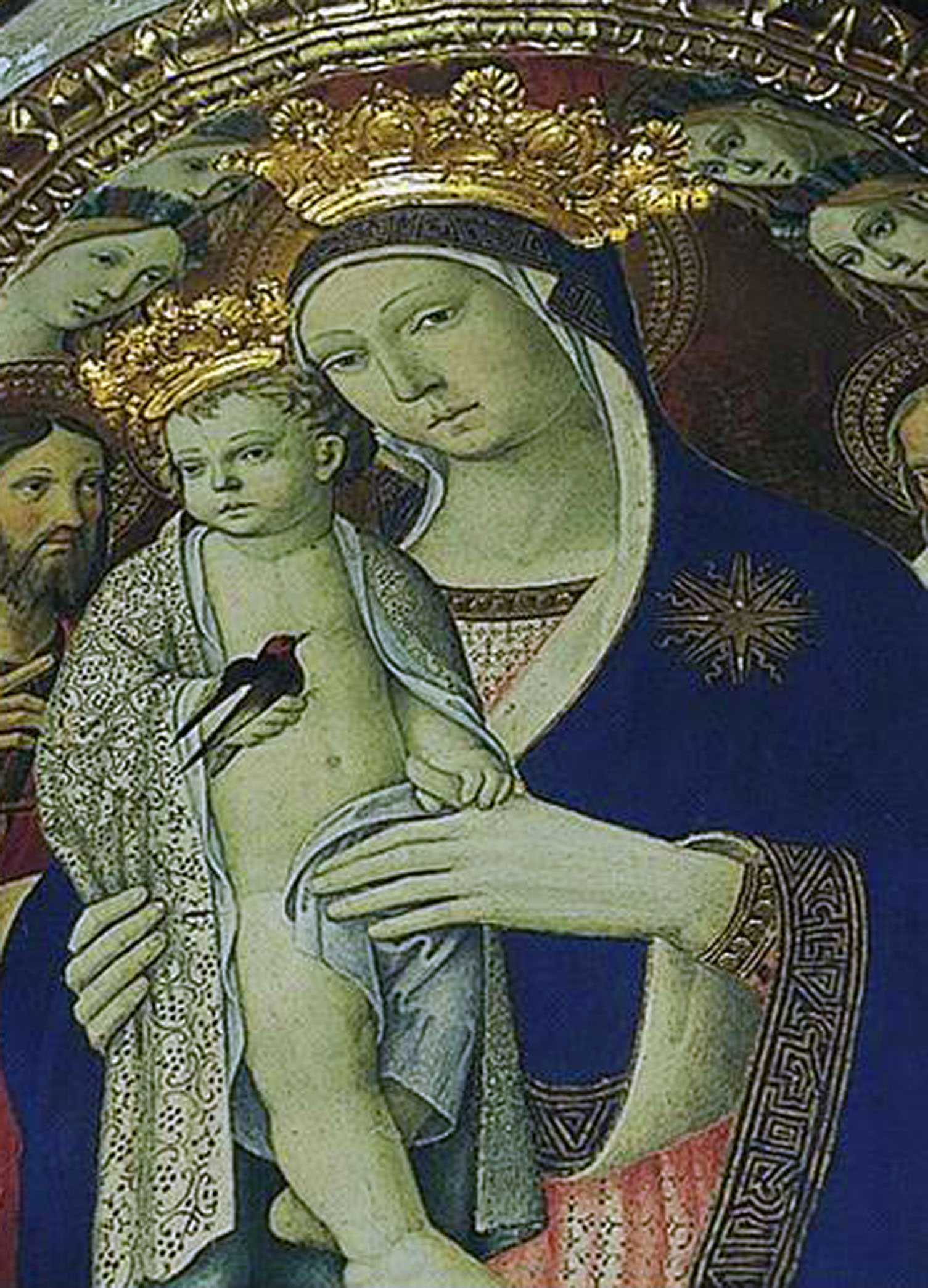
L'effige della Madonna delle Grazie conservata a Castel del Piano e in onore della quale si corre il Palio l'8 settembre

Nel 1968, il comitato per i festeggiamenti in onore della Madonna delle Grazie di Castel del Piano, con un'ardita iniziativa, decise di organizzare, riformandole, le carriere e il palio che si correvano nei tre giorni precedenti la fiera del 9 settembre. Da sempre il paese era stato diviso in zone: il Poggio, il nucleo medioevale del paese, il Borgo, l'antico percorso del fossato, le Storte, la zona al di là di piazza Madonna e il Monumento, i campi di San Giovanni, chiamati così per l'antica presenta della pieve di San Giovanni Decollato. Il Comitato decise di rendere effettive queste decisioni e divise il paese in quattro contrade, appunto Poggio, Borgo, Storte e Monumento, a ciascuna contrada furono assegnati due colori estratti a sorte a cui, negli anni novanta, è stato affiancato la listatura con il colore delle storiche compagnie laicali, una per contrada e con una storia antichissima alle spalle.
Nel 2011, per ricordare il primo palio del 1771 si è corsa la Carriera del carro trionfante, a cui hanno partecipato quelle che nel 1771 erano le comunità che corsero la carriera (Seggiano, Castel del Piano, Montenero, Montegiovi e Montelaterone).

## La corsa
Il Palio si corre l'8 settembre in Piazza Garibaldi (le Storte), ma è preceduto da altri due giorni, il 6 settembre, la mattina le visite veterinarie, il pomeriggio si corrono le batterie di selezione per la scelta dei cavalli che correranno la carriera, a seguire il "Memorial Francesco Frediani" che viene vinto dal cavallo più pulito e che meglio si è comportato durante le batterie, la sera l'abbinamento dei cavalli alla contrade, che da quel momento lo accudiranno fino alla sera dell'8 settembre. Il 7 settembre si assiste ai memorial Gastone Pioli , dove corrono i cavalli non scelti per correre il Palio. La giornata si conclude con la prova generale e, successivamente, la cena propiziatoria che ogni contrada fa nel proprio rione per ingraziarsi la fortuna. L'8 settembre è il giorno del palio: la mattina viene corsa la provaccia, più tardi il corteo storico si snoda per il paese e si conclude in piazza Madonna con la sbandierata degli sbandieratori delle quattro contrade; il pomeriggio il corteo si ripete ma solo nel giro di piazza Garibaldi, prima di lasciare lo spazio al Palio. Dopo la corsa la contrada vittoriosa rende omaggio alla Madonna delle Grazie e porta in trionfo il drappellone.

## Le quattro contrade
- Borgo: il territorio della contrada del Borgo si estende da via San Giovanni a via di Montegiovi e riunisce le antiche borgate della Fonte, Volpaio, Colombaio e dei Tepolini. Il santo patrono è Francesco d'Assisi, la festa titolare si celebra il 2 agosto ed è chiamata il Perdono d'Assisi. È officiata nella Chiesa di San Giuseppe. La compagnia laicale che il borgo rappresenta è quella dei "Neri", ossia l'unione dei piccoli artigiani e dei commercianti e, quindi, il Primo Grande Priore della Lira Media. I colori sono rosa e viola con listatura nera. Il suo simbolo è la fonte vecchia. La sede è in piazza Vegni.

- Monumento: il territorio della contrada del Monumento si estende dai Campi di San Giovanni fino a via del Fattorone. Il santo patrono è San Giovanni Battista; la festa titolare si celebra il 29 agosto (giorno intitolato a San Giovanni Battista decollato). È officiata nell'altare del monumento ai Caduti a causa della scomparsa della sua chiesa "ufficiale", quella appunto di San Giovanni. La compagnia laicale che rappresenta è quella dei "Bianchi", ossia l'unione dei coltivatori, dei tessitori e dei mercanti di lino e, quindi, il Priore della Lira Minore. I colori sono rosso e blu con listatura bianca. Il suo simbolo è l'aquila. La sede è in via Campogrande.

- Poggio: il territorio della contrada del Poggio comprende l'intera zona del Castello e riunisce le antiche borgate della Piana, del Capezzuolo, della Penna e del Palazzo. Patrono è il Santissimo Corpo di Cristo; la festa titolare si celebra l'8 agosto, giorno del Corpus Domini. Viene officiata in Chiesa Piccina. La compagnia laicale che rappresenta è quella dei "Rossi", ossia la nobiltà senese e, quindi, il Priore della Lira Maggiore ed il Camerlengo. I colori sono giallo e verde con listatura rossa. Il suo simbolo è il paese vecchio. La sede è in piazza Colonna.

- Storte: il territorio della contrada delle Storte comprende piazza Garibaldi e la zona che va da via del Fattorone e da via dei Mulini, estendendosi fino alle frazioni di Montegiovi e Montenero. La santa patrona è la Madonna dell'Assunta; la festa titolare viene celebrata il 16 agosto ed è officiata nella Chiesa dell'Opera o della Propositura. La compagnia laicale che rappresenta è quella dei "Celesti", ossia i piccoli artigiani e i commercianti e, quindi, il Secondo Priore della Lira Media. I colori sono bianco e nero con listatura celeste. Il suo simbolo è la fontana. La sede è in via Marconi

## La piazza
Il Palio si corre in piazza Garibaldi, di costruzione ottocentesca, sul precedente tracciato seicentesco de "le Storte", è intitolata a Giuseppe Garibaldi; ha forma di conchiglia in declivio ad imitazione della celeberrima Piazza del Campo di Siena. La piazza è stata recentemente ristrutturata e rinnovata, presenta al suo interno degli spazi adibiti a prato, il monumento a Garibaldi e tre fontane, la più grande delle quali è il simbolo della contrada delle Storte.

## Albo d'oro
Quello che segue è l'albo d'oro dei vincitori del Palio di Castel del Piano:
| Anno                                             | Contrada                                         | Fantino                                          | Cavallo                                          | Note                                             |                                                  |
| ------------------------------------------------ | ------------------------------------------------ | ------------------------------------------------ | ------------------------------------------------ | ------------------------------------------------ | ------------------------------------------------ |
| 1968                                             | Monumento                                        | Cesare Pieraccini detto Bubbolino                | Leda                                             | -                                                |                                                  |
| 1969                                             | Storte                                           | Cesare Pieraccini detto Bubbolino                | Verzuolo                                         | -                                                |                                                  |
| 1970                                             | Storte                                           | Fernando Leoni detto Ganascia                    | Vandala                                          | -                                                |                                                  |
| 1971                                             | Borgo                                            | Massimo Alessandri detto Bazzino                 | Verzuolo                                         | -                                                |                                                  |
| 1972                                             | Poggio                                           | Emilio Falchi detto Fil di ferro                 | Verzuolo                                         | -                                                |                                                  |
| 1973                                             | Monumento                                        | Speranza                                         | Tirso                                            | -                                                |                                                  |
| 1974                                             | Storte                                           | Vittorio Cerrone detto Turbina                   | Sibilla Cumana                                   | -                                                |                                                  |
| Nel 1975 Palio non assegnato causa contestazioni |                                                  |                                                  |                                                  |                                                  |                                                  |
| 1976                                             | Monumento                                        | Cacciaconti                                      | Lisetta                                          | -                                                |                                                  |
| 1977                                             | Borgo                                            | Belli                                            | Tilzo                                            | -                                                |                                                  |
| 1978                                             | Borgo                                            | Aniello Damiano detto Damasco                    | Lamadina                                         | -                                                |                                                  |
| 1979                                             | Borgo                                            | Filimano Gallorini                               | Senato                                           | -                                                |                                                  |
| 1980                                             | Monumento                                        | Lurio                                            | Dayana                                           | -                                                |                                                  |
| 1981                                             | Storte                                           | Roberto Falchi detto Falchino                    | Lalage                                           | -                                                |                                                  |
| 1982                                             | Monumento                                        | Claudio Milanesi detto Tavoletta                 | Mosca Cavallina                                  | -                                                |                                                  |
| 1983                                             | Borgo                                            | Renato Gigliotti detto Davide                    | Marta                                            | -                                                |                                                  |
| 1984                                             | Poggio                                           | Silvio Etrea detto Silvio                        | Vipera Bionda                                    | -                                                |                                                  |
| 1985                                             | Poggio                                           | Giampiero Giorgieschi detto Sorriso              | Polacco                                          | -                                                |                                                  |
| 1986                                             | Borgo                                            | Silvio Etrea detto Silvio                        | Vipera Bionda                                    | -                                                |                                                  |
| 1987                                             | Borgo                                            | Dario Colagè detto Il Bufera                     | Vipera                                           | -                                                |                                                  |
| 1988                                             | Monumento                                        | Lorenzo Giovani detto Ricciolino                 | Veronica                                         | -                                                |                                                  |
| 1989                                             | Poggio                                           | Lorenzo Giovani detto Ricciolino                 | Le Spine                                         | -                                                |                                                  |
| 1990                                             | Storte                                           | Lorenzo Giovani detto Ricciolino                 | Golden Lady                                      | Palio straordinario                              |                                                  |
| 1990                                             | Borgo                                            | Dario Colagè detto Il Bufera                     | Furba Seconda                                    | -                                                |                                                  |
| 1991                                             | Storte                                           | Francesco Ticci detto Tredici                    | Furba Seconda                                    | -                                                |                                                  |
| 1992                                             | Borgo                                            | Lorenzo Giovani detto Ricciolino                 | Coho                                             | -                                                |                                                  |
| 1993                                             | Poggio                                           | Luciano Gigliotti detto Lato                     | Attimo Fuggente                                  | -                                                |                                                  |
| 1994                                             | Borgo                                            | Roberto Tistarelli                               | Etrusco                                          | -                                                |                                                  |
| 1995                                             | Borgo                                            | Stefano Bernardini detto Olinto                  | Altoprato                                        | -                                                |                                                  |
| 1996                                             | Storte                                           | Mario Canu detto Clemente                        | La Fanfara                                       | -                                                |                                                  |
| 1997                                             | Monumento                                        | Francesco Petrazzi detto Scintilla               | Tuareg                                           | -                                                |                                                  |
| 1998                                             | Borgo                                            | Manolo Deiana detto Ciclone                      | Sharp Blue                                       | -                                                |                                                  |
| 1999                                             | Storte                                           | Mario Canu detto Clemente                        | Blue Jane                                        | -                                                |                                                  |
| 2000                                             | Storte                                           | Mario Canu detto Clemente                        | Vildo de Ozieri                                  | Palio straordinario                              |                                                  |
| 2000                                             | Poggio                                           | Maurizio Farnetani detto Bucefalo                | Vai Go                                           | -                                                |                                                  |
| 2001                                             | Storte                                           | Mario Canu detto Clemente                        | Westerly Wind                                    | -                                                |                                                  |
| 2002                                             | Storte                                           | Mario Canu detto Clemente                        | Zodiach                                          | -                                                |                                                  |
| 2003                                             | Poggio                                           | Mario Canu detto Clemente                        | Afara                                            | -                                                |                                                  |
| 2004                                             | Storte                                           | Mario Canu detto Clemente                        | Choci                                            | -                                                |                                                  |
| 2005                                             | Monumento                                        | Giuseppe Zedde detto Gingillo                    | Elfo di Montalbo                                 | -                                                |                                                  |
| 2006                                             | Poggio                                           | Giuseppe Zedde detto Gingillo                    | Vai Go                                           | -                                                |                                                  |
| 2007                                             | Storte                                           | Mario Canu detto Clemente                        | Guschione                                        |                                                  |                                                  |
| 2008                                             | Monumento                                        | Giovanni Atzeni detto Tittia                     | Guschione                                        | -                                                |                                                  |
| 2009                                             | Borgo                                            | Gianluca Mureddu detto Filuferru                 | Iolao                                            | -                                                |                                                  |
| 2010                                             | Monumento                                        | Giuseppe Zedde detto Gingillo                    | Ivanov                                           | -                                                |                                                  |
| 2011                                             | Borgo                                            | Antonio Siri detto Amsicora                      | Gezabele                                         | -                                                |                                                  |
| 2012                                             | Storte                                           | Jonatan Bartoletti detto Scompiglio              | Istrix                                           | -                                                |                                                  |
| 2013                                             | Monumento                                        | Giuseppe Zedde detto Gingillo                    | Istrix                                           | -                                                |                                                  |
| 2014                                             | Poggio                                           | Andrea Mari detto Brio                           | Opinione di Gallura                              | -                                                |                                                  |
| 2015                                             | Poggio                                           | Giuseppe Zedde detto Gingillo                    | Quasimodo di Gallura                             | -                                                |                                                  |
| 2016                                             | Poggio                                           | Giuseppe Zedde detto Gingillo                    | Resolza                                          | -                                                |                                                  |
| 2017                                             | Storte                                           | Antonio Siri detto Amsicora                      | Resolza                                          | -                                                |                                                  |
| 2018                                             | Borgo                                            | Carlo Sanna detto Brigante                       | Quantovali                                       | -                                                |                                                  |
| 2019                                             | Borgo                                            | Carlo Sanna detto Brigante                       | Tout Beau                                        | -                                                |                                                  |
| 2020                                             | non disputato a causa della pandemia di Covid-19 | non disputato a causa della pandemia di Covid-19 | non disputato a causa della pandemia di Covid-19 | non disputato a causa della pandemia di Covid-19 | non disputato a causa della pandemia di Covid-19 |
| 2021                                             | non disputato a causa della pandemia di Covid-19 | non disputato a causa della pandemia di Covid-19 | non disputato a causa della pandemia di Covid-19 | non disputato a causa della pandemia di Covid-19 | non disputato a causa della pandemia di Covid-19 |
| 2022                                             | Storte                                           | Antonio Siri detto Amsicora                      | Quantovali                                       | Palio Straordinario                              |                                                  |
| 2022                                             | Borgo                                            | Carlo Sanna detto Brigante                       | Veranu                                           | Rimandato all'11 settembre causa pioggia         |                                                  |
| 2023                                             | Monumento                                        | Dino Pes detto Velluto                           | Uan King                                         | -                                                |                                                  |
| 2024                                             | Borgo                                            | Andrea Sanna detto Virgola                       | Benito Baio                                      | -                                                |                                                  |